# 川瀬晶子 (アーティスティックスイミング選手)
川瀬 晶子（かわせ あきこ、1971年7月13日 - ）は、日本のアーティスティックスイミング（シンクロナイズドスイミング）選手である。1996年アトランタオリンピックシンクロチームで銅メダルを獲得した。
東京都出身。日本大学卒業。